# Иоганн II (бургграф Нюрнберга)
Иоганн II (нем. Johann II. von Nürnberg; 1309 — 1357) — бургграф Нюрнберга из дома Гогенцоллернов. Был старшим сыном Фридриха IV и Маргариты Гёрцкой.

## Биография
Иоганн наследовал своему отцу в 1332 году. Фридриху удалось расширить владения франконских Гогенцоллернов. В 1338 году герцог Отто VII из рода Орламюнде заложил Иоганну свой замок Плассенбург в городе Кульмбах, сам город Кульмбах, а также некоторые близлежащие поселения. После смерти в 1340 году Отто VII, не оставившего после себя наследника мужского пола, эти земли по договору перешли Иоганну.
Во время правления Иоганна в Нюрнберге прошла эпидемия чумы, унёсшая жизни многих горожан. В это же время по городу прошли еврейские погромы, так как евреи были обвинены виновниками этого несчастья. Иоанн не предпринял попыток защитить последних.

## Семья
Жена — Елизавета, графиня фон Хеннеберг (ум. 1377), дочь Бертольда VII.
Дети:
- Маргарита
- Елизавета
- Анна (ум. 1383), аббатиса монастыря Химмелькрон (1370—1383)
- Адельхайд
- Фридрих V (бургграф Нюрнберга) (1333—1398)